# Cantonul Marcilly-le-Hayer
Cantonul Marcilly-le-Hayer este un canton din arondismentul Nogent-sur-Seine, departamentul Aube, regiunea Champagne-Ardenne, Franța.

## Comune
| Comune               | Populație (1999) | Cod poștal | Cod INSEE |
| -------------------- | ---------------- | ---------- | --------- |
| Avant-lès-Marcilly   | 467              | 10400      | 10020     |
| Avon-la-Pèze         | 166              | 10290      | 10023     |
| Bercenay-le-Hayer    | 141              | 10290      | 10038     |
| Bourdenay            | 106              | 10290      | 10054     |
| Charmoy              | 59               | 10290      | 10085     |
| Dierrey-Saint-Julien | 246              | 10190      | 10124     |
| Dierrey-Saint-Pierre | 187              | 10190      | 10125     |
| Échemines            | 83               | 10350      | 10134     |
| Faux-Villecerf       | 227              | 10290      | 10145     |
| Fay-lès-Marcilly     | 102              | 10290      | 10146     |
| Marcilly-le-Hayer    | 677              | 10290      | 10223     |
| Marigny-le-Châtel    | 1 549            | 10350      | 10224     |
| Mesnil-Saint-Loup    | 539              | 10190      | 10237     |
| Palis                | 602              | 10190      | 10277     |
| Planty               | 180              | 10160      | 10290     |
| Pouy-sur-Vannes      | 142              | 10290      | 10301     |
| Prunay-Belleville    | 229              | 10350      | 10308     |
| Rigny-la-Nonneuse    | 134              | 10290      | 10318     |
| Saint-Flavy          | 250              | 10350      | 10339     |
| Saint-Lupien         | 232              | 10350      | 10348     |
| Trancault            | 202              | 10290      | 10383     |
| Villadin             | 141              | 10290      | 10410     |